# Altivole
Altivole é uma comuna italiana da região do Vêneto, província de Treviso, com cerca de 6.122 habitantes. Estende-se por uma área de 21 km², tendo uma densidade populacional de 292 hab/km². Faz fronteira com Asolo, Caerano di San Marco, Maser, Montebelluna, Riese Pio X, Vedelago.

## Demografia
| Variação demográfica do município entre 1861 e 2011                               |
|                                                                                   |
| Fonte: Istituto Nazionale di Statistica (ISTAT) - Elaboração gráfica da Wikipedia |